# ISO 3166-2:BO
ISO 3166-2:BO – kody ISO 3166-2 dla departamentów w Boliwii. 
Kody ISO 3166-2 to część standardu ISO 3166 publikowanego przez Międzynarodową Organizację Normalizacyjną. Kody te są przypisywane głównym jednostkom podziału administracyjnego, takim jak np. województwa czy stany, każdego kraju posiadającego kod w standardzie ISO 3166-1. 
Aktualnie (2017) dla Boliwii zdefiniowano kody dla 9 departamentów (departamento).   
Pierwsza część oznaczenia to kod Boliwii zgodnie z ISO 3166-1, natomiast druga część oznaczenia znajdująca się po myślniku to kod literowy jednostki administracyjnej. 

## Kody ISO
| Kod ISO | Nazwa jednostki administracyjnej | Nazwa jednostki administracyjnej w języku hiszpańskim | Rodzaj jednostki administracyjnej |
| ------- | -------------------------------- | ----------------------------------------------------- | --------------------------------- |
| BO-B    | Beni                             | El Beni                                               | departament                       |
| BO-H    | Chuquisaca                       | Chuquisaca                                            | departament                       |
| BO-C    | Cochabamba                       | Cochabamba                                            | departament                       |
| BO-L    | La Paz                           | La Paz                                                | departament                       |
| BO-O    | Oruro                            | Oruro                                                 | departament                       |
| BO-N    | Pando                            | Pando                                                 | departament                       |
| BO-P    | Potosí                           | Potosí                                                | departament                       |
| BO-S    | Santa Cruz                       | Santa Cruz                                            | departament                       |
| BO-T    | Tarija                           | Tarija                                                | departament                       |